# Jussiape
Jussiape là một đô thị thuộc bang Bahia, Brasil. Đô thị này có diện tích 523,395 km², dân số năm 2007 là 7720 người, mật độ 14,75 người/km².